# オオヤマサギソウ
オオヤマサギソウ（大山鷺草、学名： Platanthera sachalinensis ）は、ラン科ツレサギソウ属の多年草。

## 特徴
根はやや肥厚し、長く伸びる。茎は直立し、高さ40-60cmになる。葉は茎に互生し、下方の2枚の葉は大型で表面は光沢があり、葉身の長さ10-20cm、幅4-7cm、倒卵状狭長楕円形で、葉先は鈍頭、基部は細くなり鞘状になって茎を抱く。茎の上方にいくにしたがって葉は小さくなり、鱗片葉になる。
花期は7-8月で、淡緑色の花を茎の先に穂状につけ、下方から開花していく。苞は花よりすこし長い。背萼片は長さ3-3.5mmで狭卵形、側萼片は長さ4-5mmで半切卵形。側花弁は背萼片よりやや短く、半切卵形で肉質。唇弁は長さ5-7mmになり、広線形で後方に反り返る。距は長さ15-20mmになり、細く長く伸びる。

## 分布と生育環境
日本では南千島、北海道、本州、四国、九州に分布し、山地の樹林下に自生する。アジアでは樺太に分布する。

## 近縁種
- オオバナオオヤマサギソウ Platanthera hondoensis (Ohwi) K.Inoue　–絶滅危惧IA類(CR)。シノニム Platanthera sachalinensis F.Schmidt var. hondoensis Ohwi

## ギャラリー
- 花。側萼片が大きく、距は長さ15-20mm。